# 大和酸素
 大和酸素 株式会社 （だいわさんそ、英文社名：Daiwa Sanso Co.,Ltd.）は、岡山県岡山市に本社を置く酸素・高圧ガスの製造・販売を行う会社である。
酸素・液化酸素など高圧ガスの製造販売は、事業の約60%を占める。愛媛県松山市に本社を置く、大和酸素工業とは無関係である。

## 沿革
- 1959年 - 12月、創業。

## 営業拠点
- 岡山市

本社
岡山営業所
- 倉敷市

水島営業所
- 笠岡市

笠岡営業所

## 関連会社
- 大和マルヰガス